# 1969 v dopravě
Tento článek obsahuje seznam událostí souvisejících s dopravou, které proběhly roku 1969.

## Události
- 1. ledna 1969

 Byl ukončen provoz na Kysucko-oravské lesní úzkorozchodné železnici.
- 1. června 1969

 Byl zahájen provoz osobních vlaků ze stanice Opava východ přes Ostravu-Vítkovice přímo na vlečku Nové huti Klementa Gottwalda.